# قانون الجنسية الإماراتية
قانون الجنسية الإماراتي هو قانون يحكم أهلية الجنسية في دولة الإمارات العربية المتحدة. يخضع القانون للقانون الاتحادي رقم 17 لعام 1972 بشأن الجنسية وجوازات السفر. وقد يتم تجنيس الأجانب ومنحهم الجنسية الإماراتية لكن العملية محدودة بسبب انخفاض عدد السكان الإماراتيين، ومخاوف من فقدان الهوية الوطنية. يُسمح لمواطني دول مجلس التعاون الخليجي بالعيش في الإمارات دون قيود ولهم الحق في حرية التنقل.

## الأجانب
وفقًا لقانون الإمارات العربية المتحدة رقم 17 لعام 1972، يعتبر ما يلي مواطنًا إماراتيًا بموجب القانون:
- أي أسرة عربية استقرت في أي من الإمارات الأعضاء خلال أو قبل عام 1925، والتي حافظت على إقامتها العادية حتى تاريخ إنفاذ هذا القانون.
- أي طفل مولود في دولة الإمارات العربية المتحدة أو في الخارج لأب إماراتي.
- الطفل المولود في دولة الإمارات العربية المتحدة أو في الخارج من أم إماراتية ولا ينتمي قانونيا إلى الأب.
- أي طفل مولود في دولة الإمارات العربية المتحدة أو في الخارج لأم إماراتية وأب مجهول أو عديم الجنسية.
- أي طفل مولود في دولة الإمارات العربية المتحدة من أبوين مجهولين. ما لم يثبت خلاف ذلك، يعتبر اللقيط مولوداً في الدولة.
- الأطفال المولودون لأب إماراتي أو لأب مجهول أو عديم الجنسية وأم إماراتية هم مواطنون إماراتيون أصليون، بغض النظر عن مكان الميلاد.

حتى عام 2017، كان للطفل المولود من أم إماراتية وأب أجنبي الحق في التقدم بطلب واستلام الجنسية الإماراتية بمجرد بلوغه سن 18 إذا رغب في ذلك، تم تعديل هذا القانون في أكتوبر 2017، حيث أصبح بإمكان الأمهات الإماراتيات منح الجنسية الإماراتية لأطفالهن بمجرد بلوغهم سن 6 سنوات.

## المتزوجون الأجانب
يجوز للمرأة الأجنبية المتزوجة من رجل إماراتي الحصول على الجنسية شريطة أن يستمر الزواج لمدة 7 سنوات على الأقل وإنجاب طفل واحد على الأقل، أو 10 سنوات في حالة عدم وجود أطفال. يجوز لزوجة المواطن المتجنس الحصول على الجنسية الإماراتية.

## الإقامة الدائمة القانونية
في مايو 2019 ، في محاولة لإقامة دولة الإمارات العربية المتحدة كموطن لعدد كبير من السكان المغتربين ، أعلن رئيس وزراء دولة الإمارات العربية المتحدة الشيخ محمد بن راشد آل مكتوم عن خطة إقامة دائمة. وفقًا لمعايير إضافية ، سيكون المستثمرون والمهنيون في مجال الرعاية الصحية والهندسة والعلوم والفن مؤهلين للحصول على الإقامة الدائمة ، وتسمى أيضًا البطاقة الذهبية. من المتوقع أن يؤدي مخطط الإقامة الدائمة إلى توليد استثمارات أجنبية ، وتشجيع ريادة الأعمال ، واجتذاب المهندسين والعلماء والطلاب ذوي القدرات الاستثنائية. 6800 مستثمر يتجاوز إجمالي استثماراتهم 100 مليار درهم ، يشتمل على الدفعة الأولى من مستلمي البطاقات الذهبية.

## تعديلات قانون الجنسية
أقرت حكومة دولة الإمارات العربية المتحدة في العام 2021 تعديل بعض الأحكام الخاصة باللائحة التنفيذية للقانون الاتحادي الخاص بالجنسية وجوازات السفر، والتي تسمح بمنح الجنسية الإماراتية لعدد من الأجانب وعائلاتهم وفق شروط وضوابط معينة ، كما يسمح التعديل الجديد للفرد بالإحتفاظ بالجنسية الحالية التي يحملها. وتشمل الفئات المستهدفة من التعديلات الجديدة كلاً من المستثمرين والأطباء والعلماء والمثقفين والمخترعين والمثقفين وأصحاب المواهب وأصحاب المهن التخصصية، بالإضافة لذلك تسمح التعديلات الجديدة بمنح الجنسية لأسر هذه الفئات، حيث يتعهد الحاصل على الجنسية بالإلتزام بقوانين دولة الإمارات العربية المتحدة وإبلاغ الإدارة المختصة في حال حصوله على جنسية أخرى أو فقدانه لجنسية يحملها، وتتم آلية الحصول على الجنسية بناء على ترشيح الجهات الاتحادية المعنية للأشخاص المؤهلين للجنسية عبر دواوين الحكام وأولياء العهود والمجالس التنفيذية للإمارات ومجلس الوزراء.

## مواقع خارجية
- موقع الحكومة الإلكترونية لدولة الإمارات العربية المتحدة